# Abadgaran
Abadgaran (förkortning för E'telāf-e Ābādgarān-e Īrān-e Eslāmī), Det islamiska Irans utvecklares förbund, är en konservativ och populistisk rörelse i det islamiska Iran. Förbundet består av konservativa partier och organisationer. Det har varit särskilt aktivt i Teheran och hade stora framgångar i de lokala valen 2003 och valet 2004 till Irans parlament, majlis. Irans president mellan 2005 och 2013, Mahmoud Ahmadinejad, har varit en frontfigur inom rörelsen.
Rörelsen verkar ha uppstått runt 2003 och har beskrivits som bestående av medelålders män utanför det iranska prästerskapet.
Rörelsen förespråkar patriotism, islamism, samt en nationalistisk och västkritisk (särskilt USA-kritisk) utrikespolitik. 